# 周朝槐
周朝槐（？—？），廣東省廣州府順德縣人，清朝政治人物、同進士出身。
光緒十五年（1889年），参加光緒己丑科殿試，登進士三甲139名。同年五月，著主事，分部学习，授吏部主事。